# Max Joseph Roemer
Max Joseph Roemer (1791- 1849) va ser un botànic alemany, que va treballar a Weimar.
Entre les espècies de plantes que van ser descrites per Max Roenmer es troben els gèneres botànics:
- Heteromeles M.Roem.
- Pyracantha M.Roem.

I les espècies :
- Amelanchier bartramiana (Tausch) M.Roem.
- Ària flabellifolia Spach ExM. Roem.
- Ària graeca (Lodd. ex-Spach) M.Roem.
- Cedrela mexicana M.Roem.
- Cedrela velloziana M.Roem.
- Mukia maderaspatana (L.) M.Roem.
- Pyracantha angustifolia M.Roem.
- Pyracantha coccinea M.Roem.
- Toona ciliata M.Roem.
- Toona sinensis (A.Juss.) M. Roem.

## Obra
- Familiarum Naturalium Regni Vegetabilis Synopses Monographicae seu Enumeratio Omnium Plantarum hucusque Detectarum Secundum Ordines Naturales, Genera et Sepcies Digestarum, Additas Diagnosibus, Synonymis, Novarumque vel Minus Cognitarum Descriptionibus Curante M. J. Roemer. Fasc. i [-iv]... Vimarieae, M.Roem. [Weimar], 1º 14 sep-15 oct 1846, 2º dic 1846, 3º abr 1847, 4º may-oct 1847 xii + 253 pp. en línia[Enllaç no actiu] Edició reimpresa de Nabu Press, 444 pp. 2011 ISBN 1246584921